# Момот Володимир Миколайович
Володи́мир Микола́йович Мо́мот (нар. 21 липня 1974, м. Бориспіль — пом. 6 червня 2014, поблизу м. Слов'янськ) — український військовослужбовець, прапорщик Повітряних Сил Збройних Сил України.

## Життєпис
Володимир Момот народився у Борисполі. 1994 року закінчив школу прапорщиків.

### Військова кар'єра
04.12.1992—01.07.1993 —	курсант в/ч 64324, м. Бориспіль.

01.07.1993—18.12.1993 —	водій в/ч 64324, м. Бориспіль.

18.12.1993—17.05.1994 — курсант навчальної роти зв'язку (з підготовки прапорщиків), м. Полтава.

17.05.1994—24.11.1997 —	технік-начальник радіолокаційної станції центра зв'язку і РТЗ, в/ч А3653, м. Бориспіль.

24.11.1997—05.04.1999 —	начальник РЛС — інструктор відділення РТЗ ВЗ та РТЗ в/ч А3653, м. Бориспіль.

05.04.1999—09.09.1999 —	старший авіаційний механік групи регламенту технічно-експлуатаційної частини в/ч А0556,	м. Бориспіль.

09.09.1999—30.06.2004 —	старший механік обслуги обслуговування РЕО озброєння транспортної авіаційної ескадрильї «Блакитна стежа» в/ч А4461, м. Бориспіль.

30.06.2004—30.11.2006 —	старший механік обслуги обслуговування РЕО ІАС транспортної авіаційної ескадрильї «Блакитна стежа» в/ч А2215, м. Бориспіль.

30.11.2006—01.06.2012 —	технік обслуги обслуговування РЕО ІАС транспортної авіаційної ескадрильї «Блакитна стежа» в/ч А2215, м. Бориспіль.
З 01 червня 2012 — старший повітряний радист авіаційного загону транспортної авіаційної ескадрильї «Блакитна стежа», 15-та окрема бригада транспортної авіації Повітряних Сил Збройних Сил України (авіабаза Бориспіль), в/ч А2215.
З весни 2014 року брав участь в антитерористичній операції на сході України як бортовий радист у складі екіпажу літака Ан-30Б (борт № 80) на чолі з командиром літака підполковником Костянтином Могилком. Літак двічі ставав мішенню терористів, але кожного разу вдало повертався на базу.

### Обставини загибелі
6 червня 2014 року літак-фоторозвідник Ан-30Б (борт № 80) здійснював спостережний політ, під час якого оператор Сергій Камінський фотографував місцевість над містом Слов'янськом Донецької області. В екіпажі було вісім чоловік. О 17:04 на висоті 4050 метрів літак підбила ракета, випущена російськими терористами з ПЗРК. Удар ракети прийшовся в правий двигун, його пробило наскрізь, почалася пожежа. З двигуна вогонь перекинувся на праве крило, літак почав різко втрачати висоту над житловими кварталами Слов'янська.  Командир екіпажу Костянтин Могилко віддав наказ екіпажу залишити літак. Прапорщик Момот стрибав четвертим, але висота вже була недостатньою, щоб парашут повністю розкрився. Він впав в озеро та, заплутавшись у стропах, потонув. Підполковник Могилко ціною власного життя, скерував літак за межі міста й запобіг жертвам серед мирного населення. Літак впав за селом Пришиб Слов'янського району. Загинули п'ять членів екіпажу: командир літака Костянтин Могилко, оператор фотозйомки Сергій Камінський, радист Володимир Момот, бортмеханік Олексій Потапенко і борттехнік Павло Дришлюк. Врятувались, зістрибнувши з парашутом, молоді лейтенанти Кирило Крамарев і Василь Полажинець та штурман-інструктор підполковник Сергій Ніколаєв.
Владимир Жарко: «За розповіддю вцілілого члена екіпажу борта БрАТу, оператор загинув одразу від вибуху ЗРК, за наказом командира його тіло викинули на парашуті. Двох інших, молодших за віком членів екіпажу вдягали та викидали бортмеханік Павло Дришлюк, та механік Олексій Потапенко. Швидкість падіння була дуже велика, і товаришів їм приходилося буквально відривати і відштовхувати від літака… самим вже не було часу вдягати парашут… Та й в планах цього не було — рятували втрьох літак… і посадили б його, але на висоті декілька десятків метрів перегоріло і відпало крило… Вічна Пам'ять загиблим за Україну…»
10 червня Володимира Момота і Сергія Камінського поховали на території Книшового меморіально-паркового комплексу в Борисполі.
Залишились батьки, дружина Ірина і троє дітей, — син Владислав та дві маленькі доньки-близнята Аліна і Каріна. У жовтні 2014 року за кошти бюджету родині придбали житло в одній із новобудов Борисполя.

## Нагороди
- 20 червня 2014 року — за особисту мужність і героїзм, виявлені у захисті державного суверенітету та територіальної цілісності України, вірність військовій присязі та незламність духу, відзначений — нагороджений орденом Богдана Хмельницького III ступеня (посмертно)[6].

- Відзнаки Міністерства оборони України — медалі «15 років Збройним Силам України», «За сумлінну службу» II ст.

## Вшанування пам'яті
6 червня 2015 року в місті Бориспіль на території Книшового меморіально-паркового комплексу відкрито пам'ятний знак екіпажу літака АН-30Б, який загинув 6 червня 2014 року в районі міста Слов'янськ Донецької області, серед них ім'я Володимира Момота. На території військової частини А2215 встановлено обеліск загиблим членам екіпажу.
5 червня 2016 року поблизу села Пришиб на місці, де загинув екіпаж літака АН-30Б, до складу якого входив прапорщик Момот, було відкрито меморіал «Скорботний янгол».
В Борисполі вулицю Горького перейменовано на вулицю Володимира Момота.